# Кугеєво
Куге́єво (рос. Кугеево, чув. Чăнкасси) — присілок у складі Маріїнсько-Посадського району Чувашії, Росія. Адміністративний центр Кугеєвського сільського поселення.
Населення — 404 особи (2010; 552 у 2002).
Національний склад:
- чуваші — 98 %